# Pseudochaeta clurina
Pseudochaeta clurina là một loài ruồi trong họ Tachinidae.